# Joseph MacNeil
Joseph Neil MacNeil (ur. 15 kwietnia 1924 w Sydney, zm. 11 lutego 2018 w Edmonton) – kanadyjski duchowny katolicki, biskup diecezjalny Saint John 1969–1973 i arcybiskup Edmonton w latach 1973–1999.

## Życiorys
Święcenia kapłańskie otrzymał 23 maja 1948.
9 kwietnia 1969 papież Paweł VI mianował go biskupem diecezjalnym Saint John. 24 czerwca tego samego roku z rąk biskupa Williama Powera przyjął sakrę biskupią. 2 lipca 1973 podniesiony do godności arcybiskupa i przeniesiony do archidiecezji Edmonton. 7 czerwca 1999, ze względu na wiek, złożył rezygnację z zajmowanej funkcji na ręce papieża Jana Pawła II.
Zmarł 11 lutego 2018.